# Micipsa
Micipsa foi um rei da Numídia, filho e sucessor de Massinissa. Após sua morte, o reino foi dividido entre seus filhos, Aderbal e Hiempsal e seu sobrinho Jugurta, porém este último ambicionava reinar sozinho, o que levou à Guerra de Jugurta.

## Família
Massinissa, rei da Numídia, foi um aliado dos romanos durante a Segunda Guerra Púnica, e recebeu os territórios que pertenciam a Sífax. Massinissa foi sucedido por seu filho Micipsa, pois seus irmãos Mastanabal e Gulussa já haviam morrido de doença.

## Reinado
Micipsa teve dois filhos, Aderbal e Hiempsal, e criou, como se fosse seu filho, Jugurta, que era filho de Mastanabal com uma concubina.
Micipsa observou que Jugurta era jovem, desejava o poder, e era objeto de devoção dos númidas; ficando apreensivo com uma possível rebelião, ele pensou em uma forma traiçoeira de se livrar de Jugurta. Assim, Micipsa expôs Jugurta aos maiores perigos durante as guerras, mas Jugurta, que era ativo e tinha um bom intelecto, aprendeu as táticas militares. Ele se destacou durante a guerra contra Numância, e trouxe de volta uma carta de Cipião Emiliano Africano o elogiando.
Micipsa adotou Jugurta como filho, e fez dele co-herdeiro, junto de seus filhos Aderbal e Hiempsal. Pouco antes de morrer, Micipsa fez um discurso, pedindo a Jugurta que cuidasse do reino, e a seus filhos que amassem e respeitassem Jugurta, como um grande homem e irmão por adoção.

## Morte
Após a morte de Micipsa, durante uma cerimônia, Hiempsal, que era o mais novo, sentou-se junto de Aderbal, para evitar que Jugurta se sentasse no meio, o que era considerado uma honra entre os númidas. Aderbal, porém, pediu que Hiempsal respeitasse os anos de Jugurta, e ele consentiu.
Neste encontro, Jugurta propôs que as leis promulgadas por Micipsa nos últimos cinco anos fossem anuladas, porque ele estava velho e incapaz. Hiempsal concordou, lembrando que foi nos últimos três anos que Jugurta havia sido adotado e recebido uma parte do reino. A partir deste momento, Jugurta passou a temer Hiempsal, e planejou como ele poderia se livrar de Hiempsal.